# پل ریچارد هالموس
پل ریچارد هالموس (به انگلیسی: Paul Richard Halmos) ‏ (۲۰۰۶–۱۹۱۶) ریاضیدان مجاری-آمریکایی بود که در مورد نظریه احتمال، آمار، نظریه عملگرها، فضاهای هیلبرت، منطق ریاضی و بسیاری دیگر از مباحث ریاضیات تالیفات متعددی داشته‌است.

## دوران زندگی
پل ریچارد هالموس در سوم مارس ۱۹۱۶ چشم به جهان گشود.
هالموس لیسانس خود از دانشگاه ایلینوی دریافت کرد و مدرک کارشناسی ارشد خود را در رشته فلسفه و ریاضیات کسب کرد. او مدرک تحصیلی خود را طی سه سال کسب کرد و در سن ۱۹ سالگی فارغ‌التحصیل شد و سپس برای کسب مدرک دکترا (Ph.D) در رشته فلسفه شروع به تحصیل کرد اما بعد از کمی مشکلات به ریاضیات گروید و در سال ۱۹۳۸ فارغ‌التحصیل شد.
ژزف دوپ استاد راهنمای او برای پایان‌نامه دکترا، در مورد «ثابت‌های حرکت اتفاقی خاص: نظریه ریاضی سیستم‌های شرط بندی»، بود. مدتی بعد از آن، هالموس به مؤسسه مطالعات پیشرفته وارد شد بدون هیچ شغل و کمک هزینه تحصیلی. شش ماه بعد، او زیر نظر جان فون نویمن کار می‌کرد.
هنگامی که او در مؤسسه بود اولین کتاب خود را به نام «فضاهای برداری با بعد متناهی» نوشت که به سرعت به عنوان یک کتاب ریاضی خوب شهرت یافت.
هالموس در دانشگاه ساراکوز، دانشگاه شیکاگو در سالهای ۱۹۴۶ تا ۱۹۶۰، دانشگاه میشیگان، دانشگاه کالیفورنیا در سانتا باربا در حدود سال ۱۹۷۷، دانشگاه هاوایی
و دانشگاه ایندیانا تدریس کرده‌است.
از زمان بازنشستگی او از دانشگاه ایندیانا در سال ۱۹۸۵ تا هنگام فوتش، او به دپارتمان ریاضیات دانشگاه سانتا کلارا پیوست.
وی در دوم اکتبر سال ۲۰۰۶ معادل با دوم مهرماه سال ۱۳۸۵ درگذشت.

## کارها و افتخارات هالموس
در یک سری از مقالات که در کتاب منطق جبری او در سال ۱۹۶۲ به تازگی به چاپ رسید، هالموس جبرهای پلی‌آدیک را اختراع کرد، یک نسخه جبری از منطق مقدماتی که با جبرهای استوانه‌ای معروف آلفرد تارسکی و دانشجویانش متفاوت بود. یک نسخه مقدماتی از جبر پلی‌آدیک، در جبر بولی تکین توضیح داده شده‌است.
علاوه بر کمک‌های اصلی او در ریاضیات، هالموس یک توضیح دهنده غیرعادی و جذاب برای ریاضیات دانشگاهی است. او درست در سن سیزده سالگی به آمریکا آمد و با این حال لهجه مجاری خود را حفظ کرده بود. او به کرسی استادی کمیته انجمن ریاضیات آمریکا نشست که کتاب راهنمایی با شیوه AMS برای ریاضیات آکادمیک نوشت که در سال ۱۹۷۳ منتشر شد. در سال ۱۹۸۳، او جایزه استیل AMS را برای توضیح و قدرت بیان خود کسب کرد.
در مقاله‌ای در دانشمند آمریکایی(۵۶(۴): ۳۷۵–۳۸۹)، هالموس در این باره بحث کرد که ریاضیات یک هنر خلاق است و بهتر است ریاضیدانان به عنوان هنرمند شمرده شوند، نه خرد کننده‌های اعداد!
او همچنین پیشنهاد تقسیم ریاضیات به دو رشته ریاضی‌شناسی و علوم ریاضی فیزیک را مطرح ساخت و بعلاوه در مورد اینکه ریاضیدانان و نقاش‌ها تا چه حد به طور شبیه به هم کار و فکر می‌کنند صحبت کرد.
هالموس در سال ۱۹۸۵ در کتاب من می‌خواهم یک ریاضیدان باشم که شرحی از خودش است، روشن ساخته‌است که چه چیزی علت علاقه او برای اینکه یک ریاضیدان آکادمیک قرن بیستم آمریکا باشد بوده‌است. او این کتاب را یک شرح زندگی نمی‌داند بلکه او را یک شرح کار ریاضی خود یا automathography می‌خواند چرا که او در این کتاب به زندگی خود به عنوان یک ریاضیدان می‌پردازد. در این سرگذشت، هالموس ادعا می‌کند که اولین کسی است که از نماد ▄ کیوئی‌دی (نمادی که در انتهای برهان قضیایا به شکل یک مربع سیاه توپر می‌آورند و به آن در انگلیسی آخر برهان یا سنگ قبر هم می‌گویند Unicode U+۲۲۰E. استفاده کرده‌است و به همین دلیل به ▄ گاهی هالموس نیز می‌گویند.